# 수치의 장벽

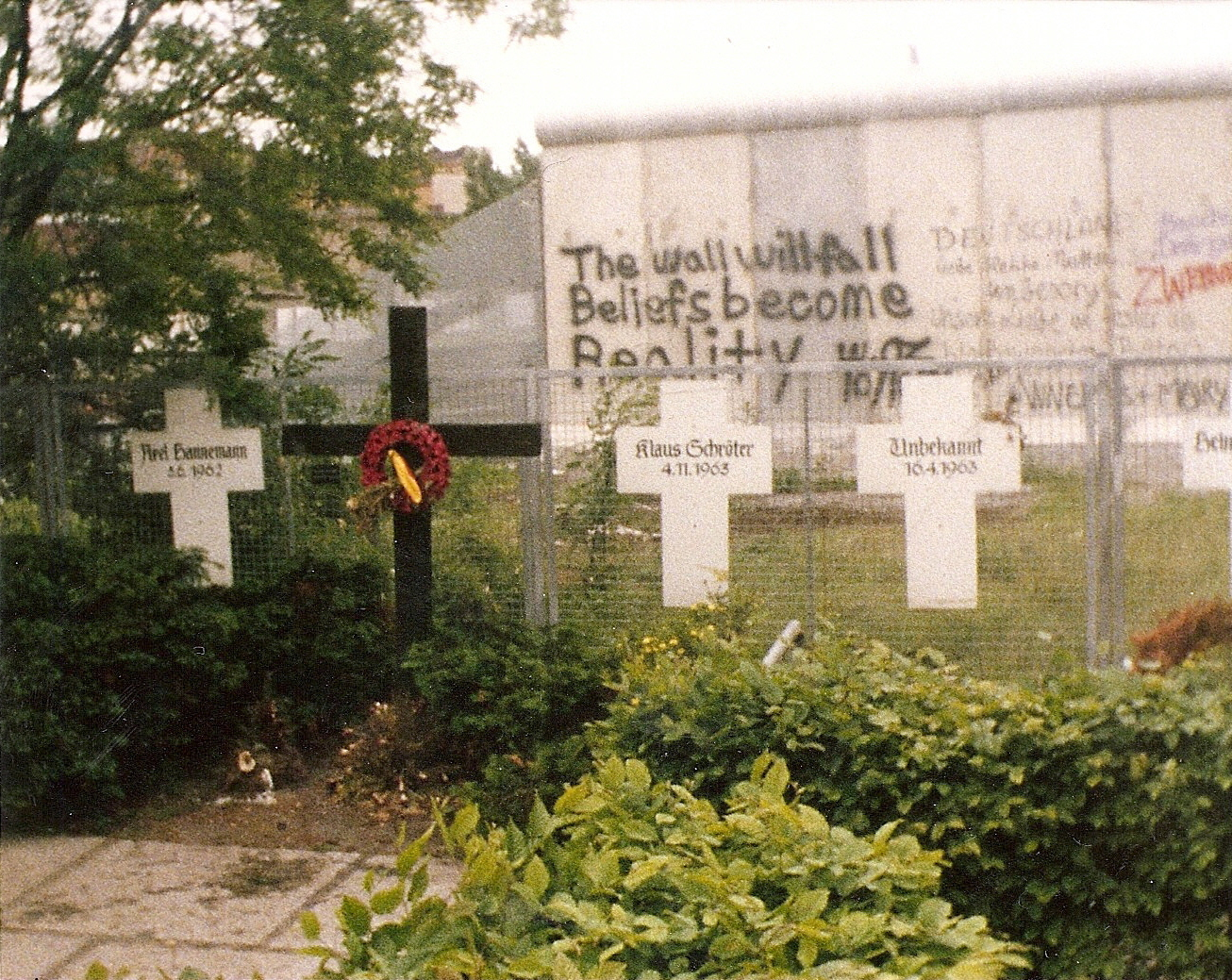
1980년대 서쪽에서 본 베를린 장벽과 알려진, 알려지지 않은 희생자들을 위한 추모비

"수치의 장벽"(독일어: Schandmauer)은 주로 베를린 장벽과 관련된 문구이다. 이 맥락에서 이 문구는 빌리 브란트가 만들었으며, 서베를린 정부가 사용했고, 1960년대 초부터 영어권 및 기타 지역에서 널리 알려졌다. 베를린 장벽에 대한 사용에서 영감을 받아 이 용어는 나중에 더 넓게 사용되었다. 최근에는 "수치의 장벽"이라는 용어가 멕시코-미국 장벽, 이집트-가자 장벽, 이스라엘 서안 지구 장벽, 모로코 장벽, 그리고 페루의 장벽에 사용되었다.

## 적용 사례

### 일본 문화
일본어 문구의 번역인 이 용어의 가장 이른 사용은 루스 베니딕트가 그녀의 영향력 있는 저서 국화와 칼(1948)과 일본의 명예 수치 문화를 논하는 다른 인류학자들에 의해 이루어졌을 수 있다.

### 베를린 장벽

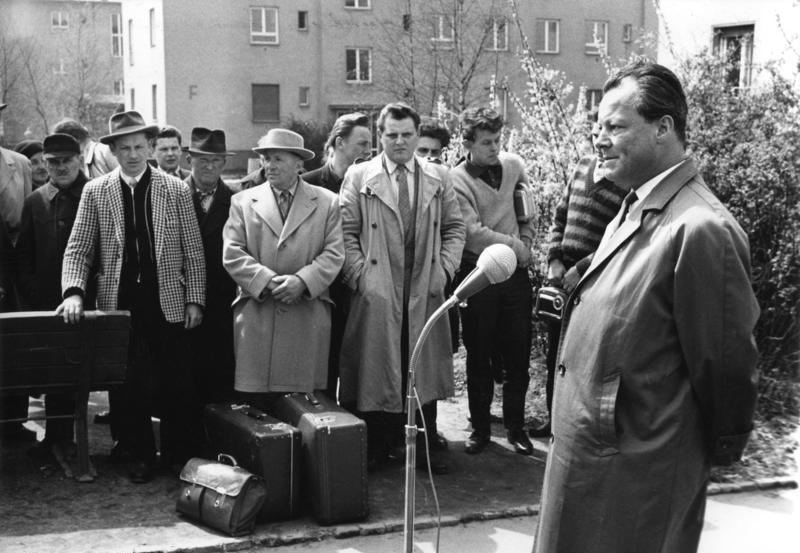
빌리 브란트는 베를린 장벽과 관련하여 수치의 장벽이라는 용어를 만들었다.

이 용어는 서베를린을 둘러싸고 동베를린과 동독으로부터 서베를린을 분리한 베를린 장벽을 지칭하기 위해 서베를린 정부가 사용했다. 1961년에 동독 정부는 세워진 장벽을 양독 국경의 일부인 "반파시스트 방벽"이라고 명명했지만, 많은 베를린 사람들은 그것을 "Schandmauer"("수치의 장벽")라고 불렀다.
이 용어는 당시 서베를린 시장이었던 빌리 브란트가 만들었다. 독일 밖에서는 1962년 TIME에 실린 표지 기사에서 "Wall of Shame"으로 처음 등장했으며, 미국 대통령 존 F. 케네디는 1963년 1월 14일 미국 의회에 대한 국정연설에서 이 용어를 사용했다. 종종 거리가 장벽과 교차하는 지점에 "수치의 장벽으로 길이 막혔다"는 낙서가 쓰여져 있었다.
베를린 장벽은 다음과 같은 최근의 주목할 만한 맥락에서 "수치의 장벽"으로 언급되었다.
- 포르투갈의 전 총리이자 후임 대통령(1986–1996)인 마리우 소아르스의 학술 논문 "민주적 발명"[12]
- 프랑스의 대통령 자크 시라크가 2000년 6월 27일 독일 연방의회에서 행한 "우리의 유럽" 연설[13]
- 이탈리아의 총리이자 전 유럽 연합 집행위원회 위원장인 로마노 프로디가 2002년에 행한 연설[14][15]

### 다른 용례
- 1998년, UNIFEM은 유엔에서 여성의 곤경과 고통에 초점을 맞춘 "수치의 장벽"과 여성에 대한 폭력을 종식시키기 위한 이니셔티브를 보여주는 "희망의 장벽"을 대비시키는 사진 전시회를 조직했다.[16]
- M. Lachance (요크 대학교)의 학술 논문은 퀘벡의 "수치의 장벽"에 대해 다룬다.[17]
- 리마 수치의 장벽은 산후안데미라플로레스와 수르코의 불법 점거 지역을 분리하는 10m 높이의 장벽이다.[18][6][7]
- 2016년 레바논 아인 알-힐웨 난민 캠프 주변에 세워진 분리 장벽은 현지 팔레스타인-레바논 주민들을 주변 사회와 분리하기 위한 목적이다.[19]
- 이집트-가자 장벽[3]
- 이스라엘 요르단강 서안 지구 분리 장벽[4]
- 멕시코-미국 장벽[2]

## 같이 보기
- 더 셰임
- 통곡의 벽